# 闹德海水库
闹德海水库，位于中华人民共和国辽宁省彰武县与内蒙古自治区库伦旗交界处，是柳河中游干流上一座大型水库。水利工程最早始建于满洲国时期，中华人民共和国成立后多次扩建，形成现在的规模。总库容2.17亿立方米，兴利库容0.47亿立方米。大坝位于辽宁省彰武县满堂红镇蘑菇沟村东闹德海，为混凝土重力坝，全长98米，坝高41.5米，坝顶宽6米，坝址以上集水面积4051平方千米。水库为河道型水库，坝址到库尾长达30千米。闹德海水库不但用于泥沙试验研究，同时还具有防洪、供水等作用。